# スター・アンド・ガーター劇場
スター・アンド・ガーター劇場（Star & Garter Theater）はアメリカ合衆国イリノイ州シカゴ市にかつて存在したバーレスクやボードヴィルの劇場。第二次世界大戦後は、もっぱら映画館として機能した。

## 歴史
スター・アンド・ガーター劇場は、都心のループ地区の西隣であるニア・ウェスト・サイド地区の 815 West Madison Street にあった。1907年に建物が竣工し、翌1908年2月9日に劇場が開場した。客席1960席を備え、市内最大で、最も有名なバーレスク劇場であった。
劇場を建設したハイド&ベーマン社(Hyde & Behman)は、各地でバーレスク劇場を運営していたが、スター・アンド・ガーター劇場については、特に初期には、過激な演出がなされないよう演目の検閲を行って、女性客を確保しようと務めていた。このため、劇場の演目は、同時代の他のバーレスク劇場よりも、やや上品なボードヴィルに近いものと受け止められていた。
1922年から1927年までの間は、バーレスクは上演されず、格闘技の興行などが行われたが、1927年以降は、バーレスクと映画を併せた興行の形態が定着した。
1935年に、ハイド&ベーマン社は劇場を売却した。新たな所有者は劇場の改装にとりかかったが、劇場の再開は遅れ、ようやく1946年9月に、バーレスクと映画の興行が行われたが、程なくして実演は行われなくなり、以降はもっぱら映画館として経営されることになった。1971年、隣地にある銀行が劇場を買い上げ、映画館としての興行は9月で終了し、翌1972年3月には建物も解体され、跡地は銀行の駐車場となった。

## エピソード
シカゴ学派の都市社会学者ロバート・E・パークは、シカゴのオーケストラホールに象徴される高尚な舞台芸術に対置される、大衆的な存在として、スター・アンド・ガーター劇場に言及した。